# 清水谷町 (大阪市)
清水谷町（しみずだにちょう）は、大阪府大阪市天王寺区にある町名。丁番を持たない単独町名である。

## 地理
天王寺区の北西部に位置し、東に空堀町、西に上本町、南に空清町、北に中央区上町と接している。

## 世帯数と人口
2019年（平成31年）3月31日現在の世帯数と人口は以下の通りである。
| 町丁     | 世帯数  | 人口    |
| -------- | ------- | ------- |
| 清水谷町 | 862世帯 | 1,936人 |

### 人口の変遷
国勢調査による人口の推移。
| 1995年（平成7年）  | 1,038人 | [ 5 ] |  |
| 2000年（平成12年） | 1,320人 | [ 6 ] |  |
| 2005年（平成17年） | 1,418人 | [ 7 ] |  |
| 2010年（平成22年） | 1,985人 | [ 8 ] |  |
| 2015年（平成27年） | 2,134人 | [ 9 ] |  |

### 世帯数の変遷
国勢調査による世帯数の推移。
| 1995年（平成7年）  | 408世帯 | [ 5 ] |  |
| 2000年（平成12年） | 564世帯 | [ 6 ] |  |
| 2005年（平成17年） | 611世帯 | [ 7 ] |  |
| 2010年（平成22年） | 879世帯 | [ 8 ] |  |
| 2015年（平成27年） | 942世帯 | [ 9 ] |  |

## 事業所
2016年（平成28年）現在の経済センサス調査による事業所数と従業員数は以下の通りである。
| 町丁     | 事業所数  | 従業員数 |
| -------- | --------- | -------- |
| 清水谷町 | 127事業所 | 1,333人  |

## 交通
- 国道308号（長堀通）

## 施設
- 大阪府立清水谷高等学校
- 大阪府医師会保健医療センター
- 清水谷公園
- ライフ 清水谷店

## その他

### 日本郵便
- 〒543-0011[3]（集配局：天王寺郵便局[11]）